# Филёнка (архитектура)

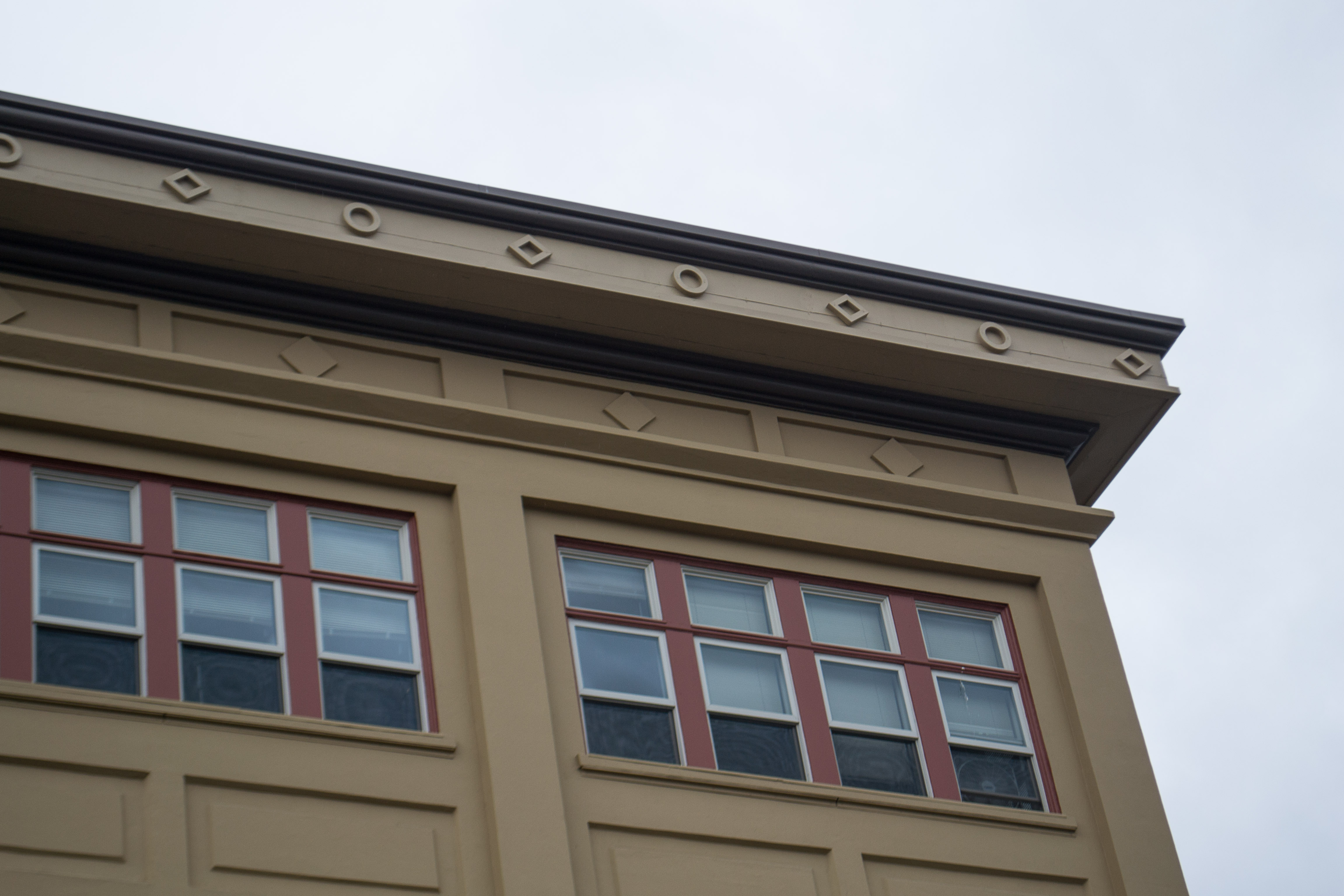
Многочисленные филёнки окружают окна здания

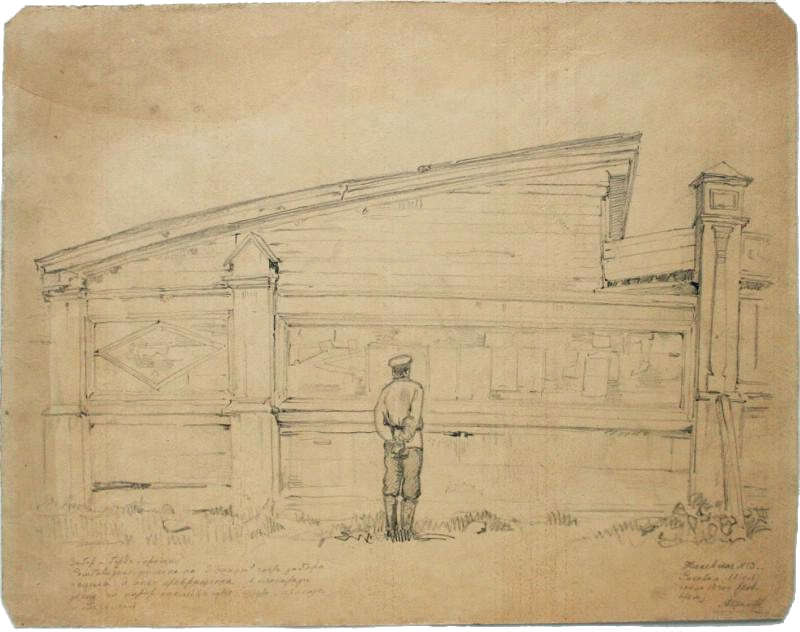
Забор с ромбовидной филёнкой. Андрей Шиловский. 1920

Филёнка (от нем. Füllung — начинка, а также филёнка двери) — декоративный элемент, часть поля стены, двери или пилястра, заглублённая или имеющая обрамление, по форме близкая к прямоугольнику (обычно прямоугольная, но может иметь изломы в углах, также торцы могут заканчиваться полукружиями). Филёнкой также называется обрамление этого участка стены, а также часть стены вместе с этим обрамлением.
Некоторые специалисты называют филёнкой заглублённую панель любой формы, говоря о «филёнках сложных геометрических форм», которые являются одной из примет сибирского барокко, и «восьмиугольных филёнках».

## Использование
Филёнки используются для расчленения поля стены на отдельные части, наряду со стенной росписью и цветной облицовкой.

## Технология
На поверхности каменной стены филёнки вытёсываются из того же камня, на оштукатуренном поле филёнки выполняются с помощью штукатурки: на стену налагается известковый раствор и границы филёнки («тяги») образуются с помощью протягивания специального лекала по направляющим брускам.
Вариации отделки углов филёнок, кроме обычного прямого угла, включают излом в виде входящего прямого угла или четверти окружности, выпуклой или вогнутой. Если отделка угла филёнки освобождает уголок стены, в нём иногда размещается розетка или гладкий выступающий кружок — так называемая «кнопка».
Внутренность филёнки часто заполняется украшениями, например, скульптурным орнаментом.